# Elizabeth L. Train
Elizabeth L. Train, est rear admiral dans la marine américaine. Elle commande l'Office of Naval Intelligence et dirige le National Maritime Intelligence-Integration Office (en). Elle est la troisième génération d'officier de marine, de sa famille : son père est l'amiral Harry D. Train II (en) et son grand-père est  le Rear admiral Harold C. Train (en).

## Biographie
Elizabeth L. Train est née à Honolulu à Hawaï. Elle grandit en Virginie et à Washington. Son père, l'amiral Harry D. Train II (en) était le commandant en cherf de l'United States Fleet Forces Command, de l'United States Atlantic Command et du Commandement allié Atlantique, jusqu'à sa retraite. Elle est diplômée du collège de William et Mary de Williamsburg (Virginie),. Elle est titulaire d'un Master of Science en stratégie de sécurité nationale du National War College et d'un Master of Science en intelligence stratégique de l'université de l'Intelligence Nationale (en). En juin 2016, Elizabeth L. Train prend sa retraite.

## Source de la traduction
- (en) Cet article est partiellement ou en totalité issu de l’article de Wikipédia en anglais intitulé « Elizabeth L. Train » (voir la liste des auteurs).